# Focillodes distorta
Focillodes distorta là một loài bướm đêm trong họ Noctuidae.